# Romas (Vorname)
Romas ist ein litauischer männlicher Vorname, abgeleitet von Rom (litauisch für Rum).

## Formen
Die weibliche Form ist Roma.

## Ableitungen
- Romanas
- Romualdas
- Romualda

## Namensträger
- Romas Adomavičius (* 1953), litauischer Politiker, Vizebürgermeister von Vilnius
- Romas Cirba (* 1969), sowjetisch-litauischer Fußballspieler
- Romas Dambrauskas (* 1960), litauischer Sänger und Komponist
- Romas Dalinkevičius (1950–2001), litauischer Maler
- Romas Dressler (* 1987), deutscher Fußballspieler
- Romas Jarockis (1963–2020), litauischer Archäologe und Politiker, Vizeminister
- Romas Kalanta (1953–1972), litauischer Student und Dissident
- Romas Kilikauskas (* 1936), litauischer Politiker, Vizeminister
- Romas Kirveliavičius (* 1988), litauisch-österreichischer Handballspieler
- Romas Kukalis, kanadischer Illustrator
- Romas Leščinskas (* 1953), litauischer Politiker, Bürgermeister von Lazdijai
- Romas Lileikis, Dichter, Musiker und Regisseur
- Romas Magelinskas (* 1968), litauischer Handballtrainer
- Romas Mažeikis (* 1964), litauischer Fußballspieler
- Romas Pakalnis (1941–2020), litauischer Ökologe und Professor
- Romas Petrukanecas (* 1973), litauischer Kanurennfahrer
- Romas Švedas (* 1970), litauischer Jurist, Diplomat und Politiker, Vizeminister
- Romas Ubartas (* 1960), litauischer Leichtathlet, Diskuswerfer
- Romas Venclovas (* 1960), litauischer Politiker, Mitglied des Seimas
- Romas Zabarauskas (* 1990), litauischer Aktivist und Regisseur